# Zelotes uquathus
Zelotes uquathus FitzPatrick, 2007 è un ragno appartenente alla famiglia Gnaphosidae.

## Etimologia
Il nome della specie deriva dal termine uquathus che in ndebele del nord significa addensato, compatto, in riferimento al dotto epiginale medio sclerotizzato delle femmine.

## Caratteristiche
Questa specie appartiene al natalensis group, le cui peculiarità sono: i maschi hanno un pedipalpo stravagante in quanto l'embolus si origina prolateralmente. L'apofisi terminale ha forma di foglio con un'estensione prolaterale all'apice. Le femmine hanno i margini laterali della piastra epiginale molto ravvicinate e formano un'apertura a V..
L'olotipo femminile rinvenuto ha lunghezza totale è di 7,5mm; la lunghezza del cefalotorace è di 3,33mm; e la larghezza è di 2,50mm.

## Distribuzione
La specie è stata reperita nel Sudafrica occidentale: l'olotipo femminile è stato rinvenuto a Canton, località sulla Rust 280, appartenente alla provincia del Limpopo.

## Tassonomia
Al 2016 non sono note sottospecie e dal 2007 non sono stati esaminati nuovi esemplari.